# Clinique des rumeurs
La Clinique des rumeurs (Rumor Clinic) est une rubrique de vérification des faits publiée par le Boston Herald entre mars 1942 et décembre 1943. Créée en pleine Seconde Guerre mondiale, cette initiative prétend lutter contre la propagation des rumeurs et des fausses informations qui peuvent diviser la population américaine. Chaque semaine, la rubrique publie entre une et onze rumeurs anonymes ou anonymisées, accompagnées par un démenti fondé sur des sources fiables, souvent officielles. La Clinique des rumeurs est souvent considérée comme l'une des premières institutions de vérification des faits dans le journalisme moderne, préfigurant les pratiques de fact-checking.
La rubrique a une structure simple mais efficace : chaque entrée est divisée en deux parties, la première intitulée "Rumor" exposant la rumeur, et la seconde "Fact" fournissant une réfutation basée sur des sources officielles. Cette approche méthodique vise à démentir les fausses informations et de renforcer la confiance du public dans les médias.
La Clinique des rumeurs est le fruit d'une collaboration entre journalistes (Frances Sweeney, William Gavin), universitaires (Robert H. Knapp, Gordon W. Allport) et autorités publiques (Comité de salut public du Massachusetts). En particulier, Robert H. Knapp, étudiant en psychologie, est chargé de la collecte (grâce à un « réseau de mouchards ») et de l'analyse des rumeurs, et Gordon W. Allport, professeur de psychologie à l'Université Harvard, apporte son expertise académique et joue un rôle d'éminence grise dans la conception et la promotion de la rubrique. Leur collaboration permet de structurer la Clinique des rumeurs de manière à ce qu'elle soit à la fois rigoureuse et accessible au grand public, contribuant ainsi à son succès initial.
La Clinique des rumeurs gagne rapidement en popularité, attirant l'attention des médias nationaux et devenant un sujet de discussion dans tout le pays. Des magazines comme le Reader's Digest et Life consacrent des articles importants à la rubrique, contribuant à sa notoriété. Frances Sweeney, une journaliste engagée dans la lutte contre la corruption et l'antisémitisme, joue également un rôle important en tant que figure publique de la Clinique des rumeurs, bien que ses contributions directes restent moins documentées.
Malgré son succès, la Clinique des rumeurs fait face à des critiques et des défis, notamment de la part des autorités militaires qui craignent que la publication de démentis puisse paradoxalement amplifier certaines rumeurs (évocation avant-coureur de l'effet Streisand). La parution de la rubrique est interrompue en décembre 1943, notamment en raison du départ de Robert H. Knapp pour rejoindre l’Office of Strategic Services, les services secrets américains de l'époque. La Clinique des rumeurs tombe ensuite dans l'oubli, jusqu'à ce que des chercheurs en communication s'y intéressent à nouveau.
Ainsi, en 2024, le spécialiste des médias Pascal Froissart lui consacre un ouvrage, L’invention du fact-checking (PUF). Il souligne l’importance historique de la Clinique des rumeurs et son influence sur les pratiques journalistiques modernes et explore les dynamiques organisationnelles et politiques qui entourent la création mais aussi la disparition de la rubrique, ainsi que les tensions entre les objectifs journalistiques et les impératifs militaires. Il met également en lumière les contributions respectives de Robert H. Knapp et Gordon W. Allport, tout en analysant les raisons de la disparition soudaine de la Clinique des rumeurs en décembre 1943, remplacée sans explication par une rubrique d'agronomie.
La Clinique des rumeurs est reconnue comme une initiative précurseur dans le domaine de la vérification des faits. Elle a non seulement influencé les pratiques journalistiques de son époque, mais a également laissé perdurer un espoir durable que la vérification des faits puisse lutter contre la désinformation. Des initiatives contemporaines telles que « Les Décodeurs » du Monde ou « CheckNews » de Libération en sont l’illustration.

### Essai
- Guy Durandin, « Leçons de psychologie de la vie sociale (III à VI) », Bulletin de psychologie, vol. 8, no 5,‎ 1955, p. 263–267 (DOI 10.3406/bupsy.1955.6470, lire en ligne, consulté le 22 avril 2025)
- Pascal Froissart, L'invention du fact-checking : Enquête sur la « Clinique des rumeurs ». Boston, 1942-1943, Paris, Presses universitaires de France, 2024, 344 p. (ISBN 9782130847281, présentation en ligne)

### Roman
- Thomas Mullen (trad. Pierre Bondil), Le roman de la rumeur [« The Rumor Game »], Paris, Rivages, 2025, 512 p.